# Un oursin dans la poche
Pour plus de détails, voir Fiche technique et Distribution.
Un oursin dans la poche est un film français réalisé par Pascal Thomas, sorti en 1977.

## Fiche technique
- Titre français : Un oursin dans la poche
- Réalisation : Pascal Thomas
- Scénario : Pascal Thomas et Jacques Lourcelles
- Photographie : Colin Mounier
- Musique : Vladimir Cosma
- Pays d'origine :  France
- Genre : comédie
- Durée : 98 minutes
- Date de sortie : 14 décembre 1977

## Distribution
- Darry Cowl : Howard Bachs
- Bernard Ménez : Félix Pigouilloux
- Maurice Risch : Benjamin T'serglaess
- René Lefèvre : Le grand-père de Nelly
- Daniel Ceccaldi : L'administrateur du théâtre
- Brigitte Gruel : Nelly Fitzpatrick
- Michel Duchaussoy : Jean-Denis, l'amant de Nelly
- Gisèle Casadesus : La mère de Benjamin
- Alain Bernard: Jerome
- Marcelle Arnold : La tantiette
- Louise Chevalier : La mère Lecogne
- Jean Demachy : Le bijoutier
- Étienne Draber : L'éditeur de musique
- Hervé Guibert : Le jeune bijoutier
- Fernand Guiot : Le milliardaire Luxembourgeois
- Jean-Gabriel Nordmann
- Johnny Pigozzi
- Marie Virginie Corre
- Violette Vial
- Marie-Laurence